# Somiedo
Somiedo är en kommun i Spanien. Den ligger i den autonoma regionen Asturien i nordvästra delen av landet, 400 km nordväst om huvudstaden Madrid. Antalet invånare är 1 065 (2024). Arean är 290,12 kvadratkilometer. Somiedo gränsar till Cangas del Narcea, Tineo, Belmonte de Miranda, Teverga, San Emiliano, Cabrillanes och Villablino. 